# Championnats du monde de gymnastique acrobatique 1992
Navigation
Édition précédente Édition suivante
Les championnats du monde de gymnastique acrobatique 1992, dixième édition des championnats du monde de gymnastique acrobatique, ont eu lieu du 25 au 28 novembre 1992 à Rennes, en France.